# Vadzim Majneu
Vadzim Majneu –en bielorruso, Вадзім Махнеў; transliteración rusa, Vadim Majniov– (Minsk, 21 de diciembre de 1979) es un deportista bielorruso que compitió en piragüismo en la modalidad de aguas tranquilas.
Participó en tres Juegos Olímpicos, entre los años 2004 y 2012, obteniendo en total cuatro medallas: bronce en Atenas 2004, oro y bronce en Pekín 2008 y plata en Londres 2012. Ganó 16 medallas en el Campeonato Mundial de Piragüismo entre los años 2002 y 2014, y 22 medallas en el Campeonato Europeo de Piragüismo entre los años 2004 y 2014.

## Palmarés internacional
| Juegos Olímpicos   | Juegos Olímpicos             | Juegos Olímpicos  | Juegos Olímpicos |
| Año                | Lugar                        | Medalla           | Competición      |
| ------------------ | ---------------------------- | ----------------- | ---------------- |
| 2004               | Atenas (Grecia)              | Medalla de bronce | K2 500 m         |
| 2008               | Pekín (China)                | Medalla de oro    | K4 1000 m        |
| 2008               | Pekín (China)                | Medalla de bronce | K2 500 m         |
| 2012               | Londres (Reino Unido)        | Medalla de plata  | K2 200 m         |
| Campeonato Mundial |                              |                   |                  |
| Año                | Lugar                        | Medalla           | Competición      |
| 2002               | Sevilla (España)             | Medalla de plata  | K4 500 m         |
| 2003               | Gainesville (Estados Unidos) | Medalla de plata  | K2 500 m         |
| 2005               | Zagreb (Croacia)             | Medalla de oro    | K4 500 m         |
| 2005               | Zagreb (Croacia)             | Medalla de bronce | K4 200 m         |
| 2006               | Szeged (Hungría)             | Medalla de bronce | K4 1000 m        |
| 2007               | Duisburgo (Alemania)         | Medalla de oro    | K2 200 m         |
| 2007               | Duisburgo (Alemania)         | Medalla de plata  | K2 500 m         |
| 2009               | Dartmouth (Canadá)           | Medalla de oro    | K2 200 m         |
| 2009               | Dartmouth (Canadá)           | Medalla de oro    | K2 500 m         |
| 2009               | Dartmouth (Canadá)           | Medalla de oro    | K4 200 m         |
| 2009               | Dartmouth (Canadá)           | Medalla de oro    | K4 1000 m        |
| 2010               | Poznań (Polonia)             | Medalla de oro    | K2 500 m         |
| 2010               | Poznań (Polonia)             | Medalla de plata  | K4 1000 m        |
| 2011               | Szeged (Hungría)             | Medalla de bronce | K2 200 m         |
| 2013               | Duisburgo (Alemania)         | Medalla de plata  | K2 500 m         |
| 2014               | Moscú (Rusia)                | Medalla de bronce | K2 500 m         |
| Campeonato Europeo |                              |                   |                  |
| Año                | Lugar                        | Medalla           | Competición      |
| 2001               | Milán (Italia)               | Medalla de bronce | K4 500 m         |
| 2001               | Milán (Italia)               | Medalla de bronce | K4 1000 m        |
| 2004               | Poznań (Polonia)             | Medalla de plata  | K4 500 m         |
| 2005               | Poznań (Polonia)             | Medalla de oro    | K4 500 m         |
| 2006               | Račice (República Checa)     | Medalla de oro    | K4 200 m         |
| 2006               | Račice (República Checa)     | Medalla de plata  | K4 1000 m        |
| 2006               | Račice (República Checa)     | Medalla de bronce | K2 500 m         |
| 2007               | Pontevedra (España)          | Medalla de oro    | K2 200 m         |
| 2007               | Pontevedra (España)          | Medalla de plata  | K2 500 m         |
| 2007               | Pontevedra (España)          | Medalla de plata  | K4 200 m         |
| 2008               | Milán (Italia)               | Medalla de oro    | K2 200 m         |
| 2008               | Milán (Italia)               | Medalla de oro    | K4 200 m         |
| 2008               | Milán (Italia)               | Medalla de bronce | K4 500 m         |
| 2009               | Brandeburgo (Alemania)       | Medalla de oro    | K2 500 m         |
| 2009               | Brandeburgo (Alemania)       | Medalla de oro    | K4 200 m         |
| 2009               | Brandeburgo (Alemania)       | Medalla de oro    | K4 1000 m        |
| 2009               | Brandeburgo (Alemania)       | Medalla de plata  | K2 200 m         |
| 2010               | Corvera (España)             | Medalla de oro    | K2 500 m         |
| 2011               | Belgrado (Serbia)            | Medalla de oro    | K2 500 m         |
| 2011               | Belgrado (Serbia)            | Medalla de plata  | K2 200 m         |
| 2012               | Zagreb (Croacia)             | Medalla de bronce | K2 500 m         |
| 2014               | Brandeburgo (Alemania)       | Medalla de bronce | K2 500 m         |